# 大阪市立大成小学校
大阪市立大成小学校（おおさかしりつ たいせいしょうがっこう）は、大阪府大阪市東成区にある公立小学校。

## 沿革
大正時代、当時の東成郡鶴橋町の人口増加により、従来の鶴橋第一尋常高等小学校（現在の大阪市立鶴橋小学校）および鶴橋第二尋常小学校（現在の大阪市立北鶴橋小学校）の校区を再編する形で、鶴橋町で3番目の小学校・東成郡鶴橋第三尋常小学校として1922年に開校した。1925年に鶴橋町が大阪市へ編入され、大阪市鶴橋第三尋常小学校に改称。
地域の児童数増加傾向が続き学校が過密化したため、1931年3月に東小橋分校を設置した。分校は1932年4月1日付で大阪市東小橋尋常小学校（現在の大阪市立東小橋小学校）として独立開校している。
1940年には大阪市片江尋常小学校（現在の大阪市立片江小学校）の開校に伴い、従来の校区の一部を片江校の校区へと変更している。
1941年の国民学校令により、大阪市大成国民学校に改称した。大阪市では国民学校への改編の際、従来「地域名＋学校創立順の番号」で名付けられていた学校について、番号での校名を廃止して地名などを取り入れた校名へ変更することもあわせて指示した。このため従来の鶴橋第三校では、学校所在地の大阪市の「大」と東成区の「成」を組み合わせ、「大成」の校名を名乗るようになった。なお、当校所在地は東成区猪飼野大通という町名だったが、1943年に生野区が新設され、猪飼野大通は両区にまたがるようになった。翌1944年に東成区側の猪飼野大通が当校の校名にちなみ大成通に改称されている。
太平洋戦争の戦局悪化に伴い、大阪市を含む大都市の国民学校児童に対して、1944年以降学童疎開させる指示が出された。大阪市での学童疎開は縁故を原則としたものの、縁故に頼れない児童については学校から集団疎開に参加させることにした。大阪市では集団疎開先の府県を当時の22行政区各区ごとに指定し、東成区の国民学校には奈良県が疎開先として割り当てられた。
大成国民学校の児童は1944年9月以降、奈良県磯城郡三輪町・織田村（いずれも現在の桜井市）への集団疎開を実施した。現地の神社や寺院・旅館を宿舎として使用し、現地の三輪国民学校（現在の桜井市立三輪小学校）や織田国民学校（現在の桜井市立織田小学校）を借用して学習をおこなっている。
1947年の学制改革により、大阪市立大成小学校となった。

### 年表
- 1922年2月17日 - 東成郡鶴橋第三尋常小学校として創立。
- 1925年4月1日 - 鶴橋町が大阪市に編入されたことに伴い、大阪市鶴橋第三尋常小学校と改称。
- 1931年4月1日 - 大阪市東小橋尋常小学校（現在の大阪市立東小橋小学校）を分離。
- 1940年6月 - 大阪市片江尋常小学校（現在の大阪市立片江小学校）開校に伴い校区変更。
- 1941年4月1日 - 国民学校令により、大阪市大成国民学校と改称。
- 1944年9月 - 奈良県に学童疎開。
- 1947年4月1日 - 学制改革により、大阪市立大成小学校と改称。
- 1969年2月 - 道徳教育推進校に指定される。

## 通学区域
- 大阪市東成区 大今里西2丁目・3丁目の全域。
- 大阪市東成区 玉津2丁目・3丁目のそれぞれ一部。

卒業生は基本的に大阪市立玉津中学校に進学する。

## 交通
- 地下鉄千日前線・今里筋線 今里駅 西へ約300m